# Fantasy Zone
Fantasy Zone (ファンタジーゾーン) est un jeu vidéo de type shoot 'em up en scrolling horizontal, développé et édité par Sega en 1986 sur borne d'arcade. Il est par la suite porté sur Game Gear, Master System, MSX, Nintendo Entertainment System, PC-Engine et Sharp X68000.
Troisième volume de la collection rétro Sega Ages, ce jeu a été réédité sur PlayStation 2 sous le titre Sega Classics Collection et ses niveaux colorés ont bénéficié d'améliorations en 3D.

## Système de jeu
Le joueur contrôle un vaisseau spatial nommé Opa-Opa (ressemblant à une coquille d’œuf avec des ailes) chargé de ramener la paix dans la Fantasy Zone. Il peut tirer des lasers droit devant lui et lâcher des bombes. Le but principal est de détruire dix ennemis lourds représentés par des points rouges en bas de l'écran. Le jeu se déroule en scrolling horizontal, mais il est tout à fait possible de faire demi-tour. En rejoignant les ballons marqués « shop », il peut acheter diverses améliorations (vie supplémentaire, plus d'agilité, armes plus puissantes...) grâce aux pièces que les ennemis laissent tomber. Les traditionnels boss concluent chaque niveau.
Contrairement à la plupart des autres jeux du genre, Fantasy Zone ne se déroule ni dans un univers futuriste, ni dans un univers inspiré des guerres du XXe siècle. Fantasy Zone se déroule dans un monde aux couleurs acidulées, avec des décors très colorés et des formes douces.

## Bande-son
La musique du jeu est composée par Hiroshi Kawaguchi.

## Commercialisation
Fantasy Zone sort sur borne d'arcade en 1986. Il est porté en 1986 sur Master System et MSX, en 1987 sur Famicom, en 1988 sur PC-Engine, en 1989 sur NES, Sharp X68000.

## Accueil
| Aperçu des notes reçues |       |
| Master System           |       |
| Média                   | Note  |
| Génération4 (FR)        | 88 %  |
| PC-Engine               |       |
| Média                   | Note  |
| Tilt (FR)               | 12/20 |

## Postérité
Fantasy Zone partage une connexion non officielle avec une autre franchise de Sega, Space Harrier. Les deux séries sont supposées se situer dans le même univers. L'une des raisons est une phrase issue du jeu Space Harrier, « Welcome to the Fantasy Zone » (« Bienvenue dans la Fantasy Zone »). Pourtant, le concepteur de Fantasy Zone Yoji Ishii a réfuté cette information dans une interview de 2014, malgré la présence de plusieurs éléments de chaque univers dans les deux franchises.
Le jeu est par la suite réédité sur différentes plates-formes. Il parait sur Sega Saturn dans Sega Ages en 1997, sur téléphone mobile en 2002, sur PlayStation 2 dans Sega Classics Collection sous forme de remake en 2003, sur la console virtuelle de la Wii en 2008 (version Master System), sur PlayStation 2 dans Sega Ages 2500 en 2008, sur Xbox 360 et PlayStation 3 dans Sonic's Ultimate Genesis Collection en 2009.
Fantasy Zone connait plusieurs suites. En 1987, Fantasy Zone II: The Tears of Opa-Opa est publié sur borne d'arcade, Master System, MSX2, et NES. En 1987, le jeu intitulé Fantasy Zone: The Maze sort en arcade et sur Master System. En 1991, Fantasy Zone sort sur Game Gear. En 1993, Super Fantasy Zone est édité sur Mega Drive.
Un jeu dérivé est publié en 1988 au Japon sous le titre Galactic Protector sur Master System, dans lequel figure le vaisseau Opa-Opa. Le jeu nécessite l'usage du paddle spécifique à la console.